# La pérgola de las flores
La pérgola de las flores es una obra de teatro chilena escrita por Isidora Aguirre y musicalizada por Carlos Llanos Echeverría, quien se la regalaría a Francisco Flores del Campo. La obra fue producida por el Teatro de Ensayo de la Universidad Católica de Chile. Esta obra está ambientada en las primeras décadas del siglo XX, cuando se produce un choque entre los intereses de la gente de clase baja con la de clase alta.
En la historia del teatro chileno del siglo XX, Esta obra de teatro marcó el hito de ser la primera obra musical chilena en conseguir éxito en el extranjero.

## Argumento
En Santiago, durante los últimos años de la década de 1920, el círculo de la pérgola de San Francisco se enfrenta al círculo social de Laura Larraín al ver amenazado el futuro de la pérgola. En medio de esta pelea, una campesina (huasa), llamada Carmela, termina influyendo enormemente en el destino de este lugar.

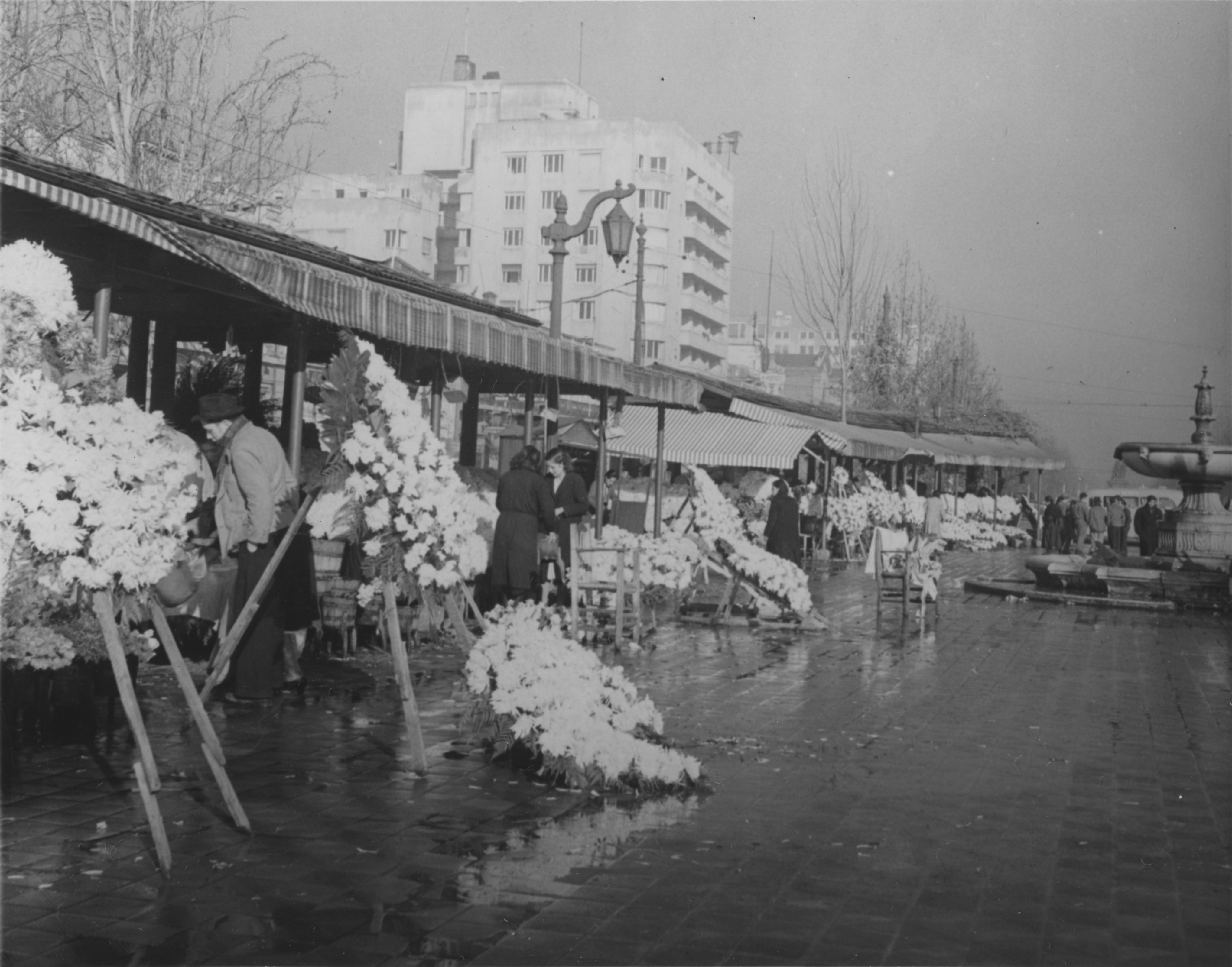
La pérgola de las flores en 1941, lugar donde se ambienta la historia.
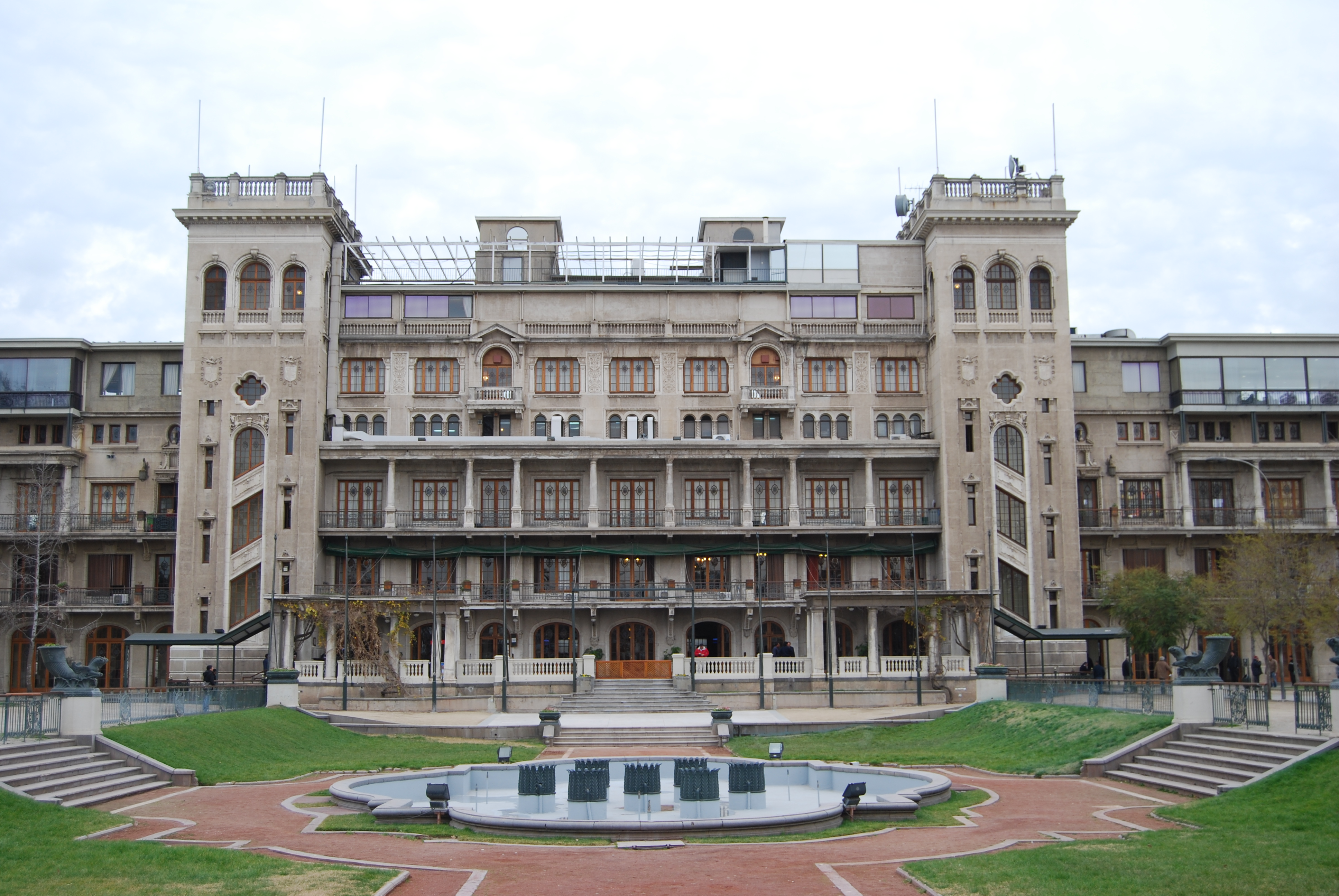
En el Club Hípico se desarrolla parte de la segunda parte.

## Personajes

### Del círculo de la Pérgola de San Francisco
- Rosaura San Martín Pergolera, madrina de Carmela.
- Carmela, joven campesina, novia de Tomasito, ahijada de Rosaura.
- Doña Charo, una de las floristas más jóvenes y muy coqueta.
- Doña Ramona, florista con 13 hijos, muy creyente y siempre peleando con Rosaura.
- Tomasito, hijo de Ramona, novio de Carmela.
- Rufino, maestro coronero, amigo de Rosaura.
- Facundo, carabinero amigo de las floristas.
- Paltero, vendedor (paltas) del lugar.
- Suplementero, vendedor (diarios) del lugar.
- Varios lustrabotas, amigos de las floristas. Clientes de la Pérgola y otras floristas en los puestos

### La alta sociedad
- Laura Larraín, antagonista principal de la obra.
- Clarita, sobrina de Laura Larraín.
- "Pimpín" Valenzuela, el urbanista, hijo de Laura, conocido como "il chulga".
- Fuenzalida, ayudante de Pimpín Valenzuela.
- Alcalde Alcibiades, alcalde de Santiago y pretendiente de Laura.
- El regidor Gutiérrez, amigo del alcalde.
- Rebeca y Lusia Rioseco, solteronas, clientas de la Pérgola.
- Carlucho, hijo del alcalde.
- Cora y Luchi, dos niñas "flappers", amigas de Pimpín Valenzuela.
- Pierre, peluquero de Laura.
- Tres ayudantes de Pierre.
- Ruperto, mozo italiano, en la Kermesse del Club Hípico.

### Comparsa ycuerpo de baile
- Los estudiantes, defensores de la Pérgola.
- Invitados de la Kermesse: La Mujer de Rojo, prostituta; vendedor y borrachos en "Tonadas de Medianoche"; niñas "flappers" en cuadro de la Alameda; un Cura, un Fotógrafo, pareja, muchachas que pasan por la Pérgola, etc.
- (La Pérgola se ha montado con un total de 40 actores, incluyendo elenco, comparsa y bailarines.)

## Elenco original
- Carmen Barros — Carmela
- Ana González — Rosaura San Martín
- Silvia Piñeiro — Laura Larraín, viuda de Valenzuela
- Justo Ugarte — Alcalde Alcibiades
- Maruja Cifuentes — Charo
- Elena Moreno — Doña Ramona
- Charles Beecher — Tomasito
- Héctor Noguera — Carlucho
- Hernán Letelier — Pierre
- Fernando Colina — Pimpín Valenzuela
- Mario Hugo Sepúlveda —
- Mario Montilles — Rufino
- Archibaldo Larenas — Facundo
- Violeta Vidaurre —
- Nelly Meruane —
- Anita Klesky —
- Mireya Véliz —
- Guillermo Acuña
- Matilde Broders
- Blas López
- Leonardo Martínez
- Germán Peñaloza
- Inés Pino
- Rubén Unda
- Jaime Vicuña
- Mónica Araya
- Guillermo Burgos
- Mireya Kulczewsky
- Ivett Mingran
- Gabriela Montes
- Jorge Quinteros
- Alberto Rivera
- María Silva
- Ana María Vergara
- Consuelo Zambrano
- Pedro Messone - Tomasito

## Concepción y producción
| "Quiero esta ciudad de Santiago y quiero a su gente, aunque sea con ese amor de los santiaguinos que todo lo critican. Mi comedia, “La Pérgola de las Flores”, narra un hecho verídico y está localizada en una fecha precisa, el año 29. Me tomé, sin embargo, algunas licencias para hacer de ella, más que una obra histórica, una crónica viva, una serie de estampas de esta ciudad, dándoles el brillo y el encanto de las cosas, no como fueron, sino como nosotros las recordamos". —Isidora Aguirre. |

## Música
La música, compuesta íntegramente por Carlos Llanos Echeverría, y regalada a su alumno Francisco Flores del Campo para que realizara los arreglos, crea la música sobre la base de las tradiciones folclóricas chilenas y ritmos que tenían influencia cultural durante la época; ejemplos los ritmos del charlestón, valses (como "Yo vengo de San Rosendo" o "Campo lindo"), cuecas como "La revuelta", el tango "habanera" y "Je suis Pierre" y tonadas como "Tonada de medianoche".

### Lista de canciones
Homenaje al 150 aniversario de la Independencia de Chile, "La Pérgola de las Flores" se presenta en formato vinilo grabado por Philips en 1960. 
A continuación se presenta el listado de las canciones del LP (P 630 500 L):
Canciones: Francisco Flores del Campo
Texto: Isidora Aguirre
Comedia Musical presentada por el Teatro de Ensayo de la Universidad Católica de Chile.
Lado A:
Acto I
1. La pérgola de las flores (Canción Pregón) Coro
2. Yo vengo de San Rosendo (Tonada Festiva) Carmen Barros y Coro
3. La revuelta (Tiempo de zamacueca) Solistas y Coro
4. Campo lindo (Tonada sentimental) Carmen Barros y Charles Beecher
5. Oiga Ud. (Dueto) Silvia Piñeiro y Justo Ugarte
6. Qué será lo que me pasa (canción) Carmen Barros
7. Yo soy el urbanista Valenzuela (canción parodia) Pepe Tapia, Eduardo Soto y Coro
8. Estudiantina (Marcha) Coro

Lado B:
Acto II
1. Je suis Pierre (Tango habanera) Hernán Letelier y Trío
2. La gran dama (Canción parodia) Ana González y Carmen Barros
3. Yo digo siempre sí (Canción) Justo Ugarte y Coro
4. Tonadas de medianoche - Matilde Broders y Coro
5. Final (Coro)

Distribuciones más modernas presentan la siguiente lista de canciones:
1. Obertura
2. Quiere flores señorita
3. Yo vengo de San Rosendo
4. Sàcale brillo
5. La revuelta
6. Campo lindo
7. Oiga usted
8. Qué será lo que me pasa
9. Yo soy el urbanista Valenzuela
10. Los estudiantes
11. Más vale la pena que la justicia
12. Charleston
13. Yo digo siempre sí
14. La gran dama de Carmela
15. Tonadas de medianoche.

## Análisis y crítica social

### Síntesis

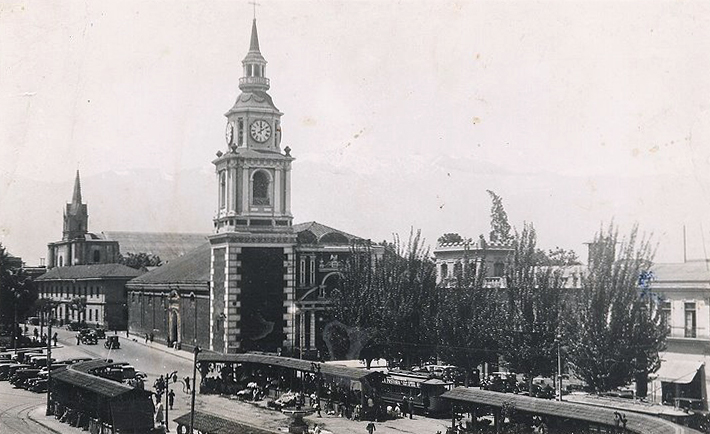
La iglesia de San Francisco y la pérgola de las flores a su costado.

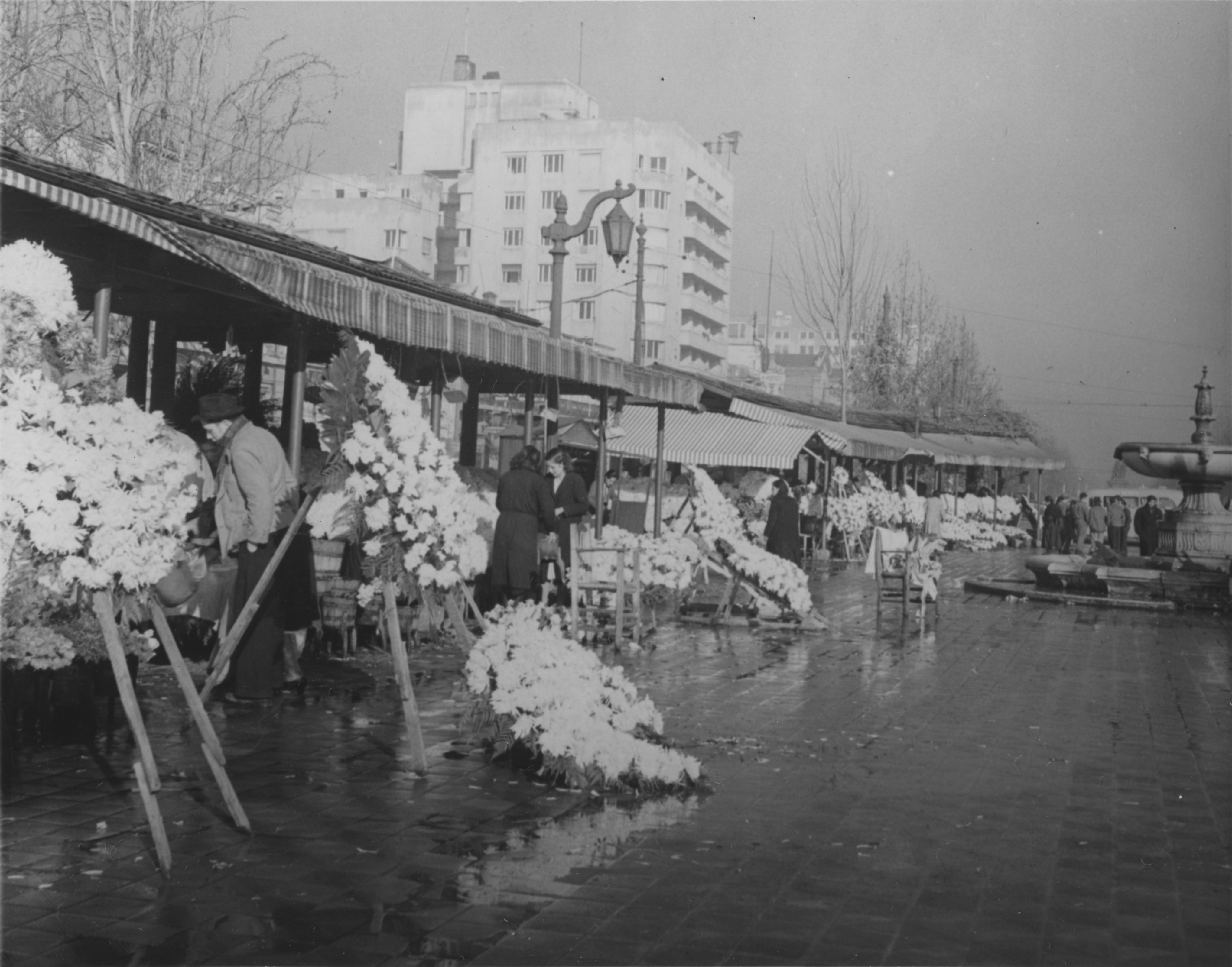
La Pérgola de las Flores frente a la Iglesia de San Francisco (Santiago de Chile)

Considerada por muchos la obra teatral y musical más importante a través de la historia del país, "La pérgola de las flores" introdujo el contenido social en su trama por medio de la exposición de hechos, supuestamente, acaecidos en las primeras décadas del siglo XX. Isidora Aguirre construyó una trama que intentó plasmar la identidad urbana chilena de aquel entonces.
Quien propuso primero hacer una comedia musical sobre un mercado de flores fue Domingo Tessier, quien por el año 1956 le propuso componer una comedia musical sobre esa temática al director Eugenio Guzmán, al compositor Francisco Flores del Campo y a la dramaturga Isidora Aguirre. La idea no fructificó en aquel entonces básicamente por la negativa de esta última, quien no se sintió preparada para asumir ese importante desafío. Durante los siguientes años, el argumento se le encargó a los dramaturgos Sergio Vodanovic y Santiago del Campo e incluso se intentó, el año 1958, presentarla por el Teatro Experimental de la Universidad de Chile, pero tampoco se consiguió hasta que, por fin, en enero de 1959, el Teatro Ensayo de la Universidad Católica, dirigido por Eugenio Dittborn, decidió presentar la comedia musical. Con la música ya compuesta por Francisco Flores del Campo, se recurrió nuevamente a Isidora Aguirre para que escribiera el argumento definitivo, quien esta vez accedió. La dirección le fue concedida a Eugenio Guzmán. Así fue como el 9 de abril de 1960 , luego de meses de ensayo y preparación, se estrenó La pérgola de las flores en la sala Camilo Henríquez. El papel principal, "Carmela", fue representado por Carmen Barros; en el elenco figuraron Ana González, Silvia Piñeiro y Hernán Letelier. Esa primera función, exhibida para las propias floristas, ya instaladas en la ribera del Río Mapocho, fue el inicio de un verdadero fenómeno teatral y cultural que consistió en la representación constante de la obra durante todo un año, algo nunca antes visto en la historia del teatro en Chile.
El trabajo de composición de esta obra tomó más de un año. La música de Flores del Campo fue eminentemente popular, a pesar de la formación ilustrada, académica y universitaria del compositor. Bajo el estilo de comedia musical y desde el prisma de un contenido histórico, su intención final fue dirigirla al público masivo. Por ello sus melodías eran simples y pegajosas, con personajes fácilmente identificables con lo cotidiano.
La temática propuesta por Isidora Aguirre se remonta al año 1929. No teniendo los acontecimientos una veracidad histórica absoluta, la obra quiso representar un elemento propio del período: la migración campo-ciudad, ejemplificado en la protagonista Carmela. Por otro lado, Los jóvenes que aparecen en la obra, muestran el apoyo a las floristas contra la demolición del lugar, representando así la agitación estudiantil vivida en aquel entonces. Asimismo, la postura militante y combativa de las floristas en la defensa de su lugar de trabajo, en contradicción con las posiciones de la clase alta representada por el alcalde y su mujer, o la postura tecnócrata utilitaria (arquitecto Valenzuela), dan cuenta de los reales conflictos sociales que vivía Chile. Bajo el prisma de una escenificación en tono de comedia y una musicalización liviana, la obra sirve para comprender la realidad social que vivía Chile, y particularmente Santiago en las primeras décadas del siglo XX.

### Los hechos reales de la obra

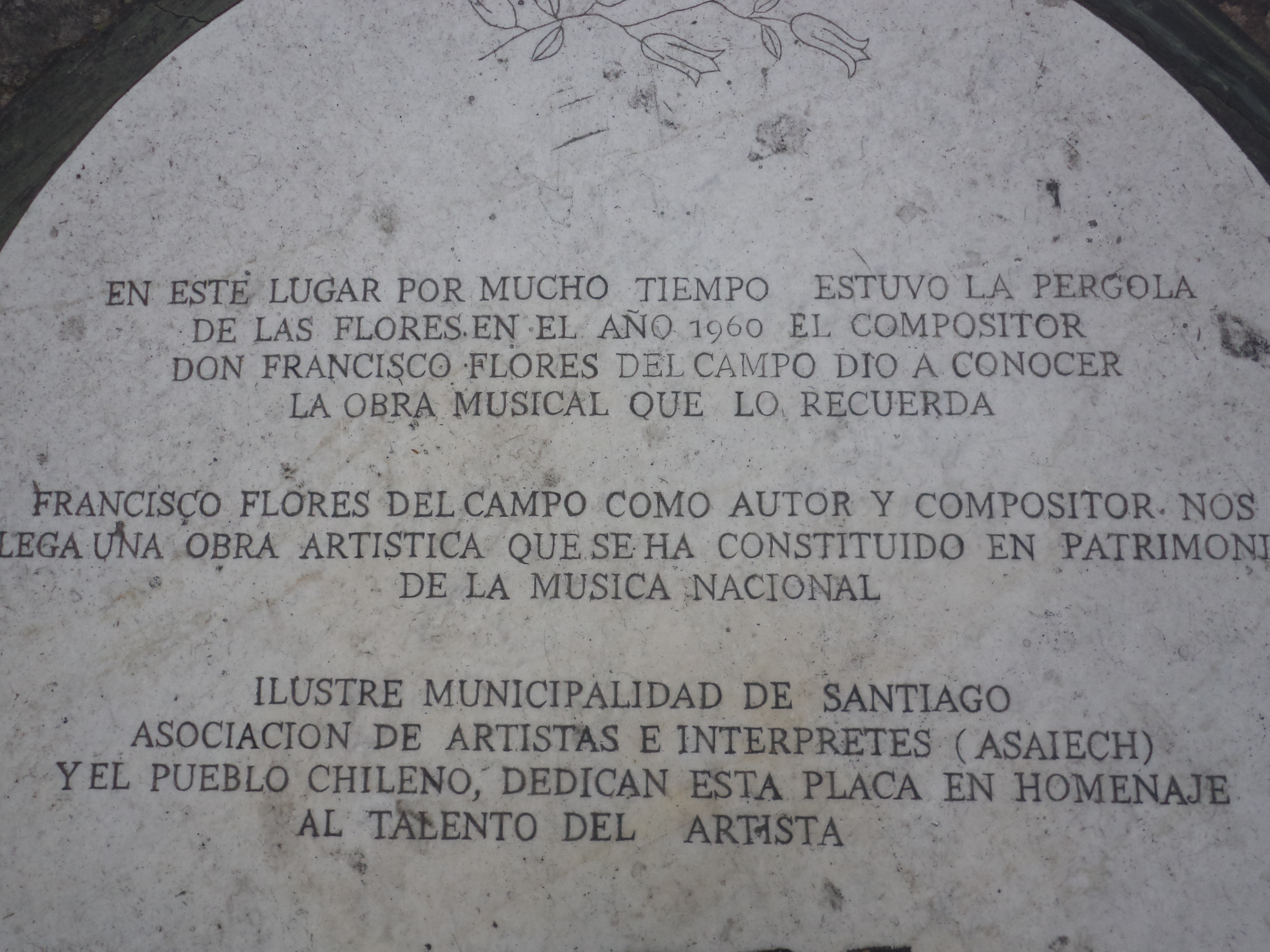
Placa recordatoria puesta en el sitio

La Pérgola de las flores ubicada en la Alameda de las Delicias (hoy Avenida Libertador General Bernardo O'Higgins), frente a la Iglesia de San Francisco en Santiago, tuvo su origen a comienzos del siglo XX cuando casuales floristas ofrecían sus productos a los fieles que salían de la misa los días domingo. En 1910, el alcalde Urzúa les otorgó una serie de mesones que transformaron ese espacio, comprendido entre calles Estado y San Antonio, en el Mercado de Flores oficial de la capital. Posteriormente en 1927 y por incentivo del entonces Ministerio de Hacienda de Chile, Pablo Ramírez, se consolidó el lugar con una construcción sólida de pilares y puestos establecidos. 
En la pérgola se hacían concentraciones políticas, poetas declamaban sus creaciones, familias paseaban los fines de semana y daba la vuelta el tranvía que conducía a la Estación Central de Santiago. Era uno de los espacios de mayor convivencia social en la capital de entonces. Sin embargo, la pérgola fue demolida la madrugada del 14 de abril de 1948, bajo el gobierno de Gabriel González Videla y por orden del alcalde Dr. José Santos Salas, con motivo de la remodelación de las calzadas del sector céntrico, particularmente de la Alameda. A pesar de ello, el espacio logró cristalizarse como parte del imaginario colectivo durante generaciones.

## Éxito y presentaciones

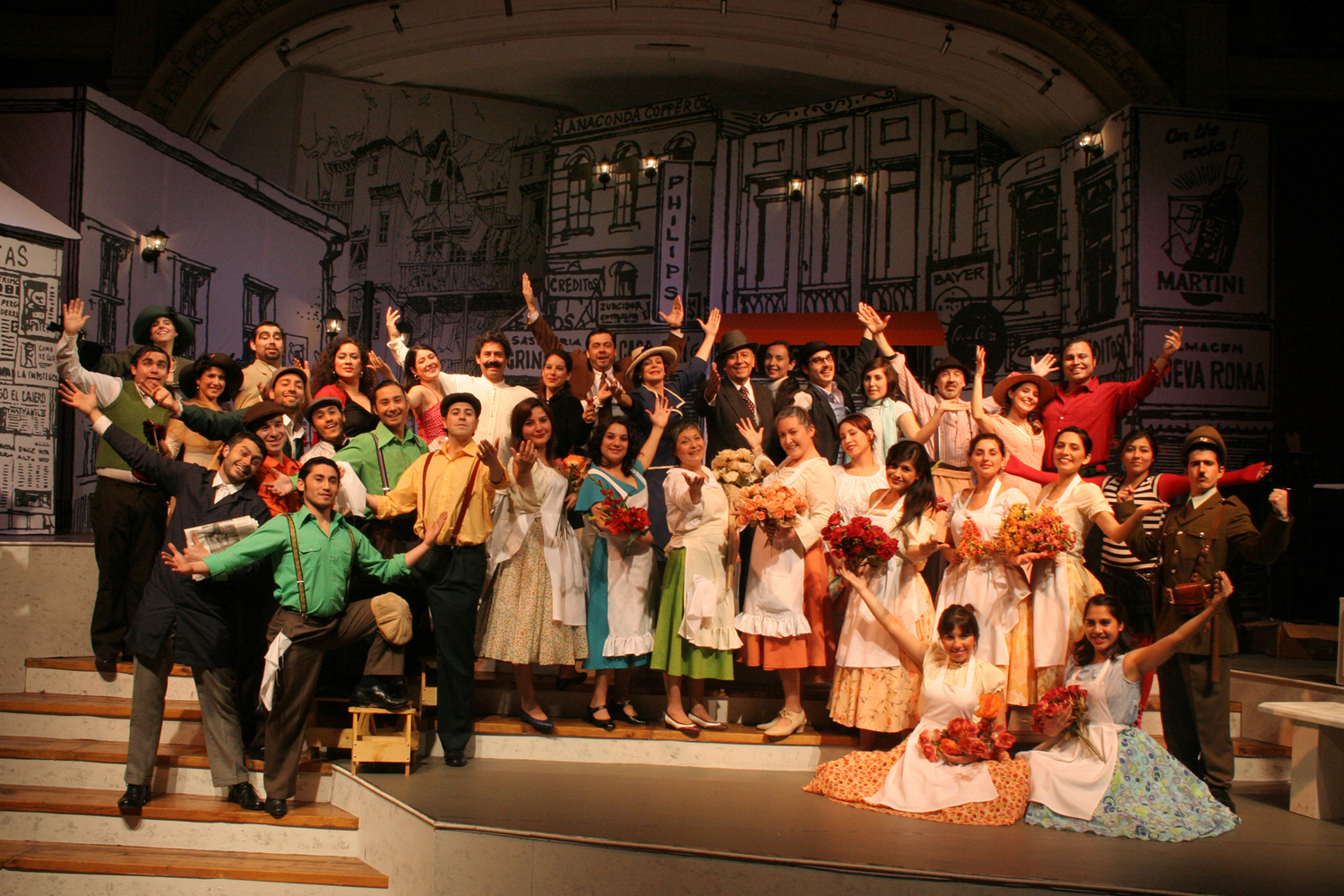
Presentación de La pérgola de las flores durante 2008.

### La comedia y la industria cultural
La pérgola de las flores fue la primera obra musical en ocupar un lugar destacado en todos los espacios de transmisión cultural vigentes desde la década de 1960. Si bien su origen y concepción fue el teatro, su impacto significó la necesidad de hacerla llegar a todo público.Fue así como se grabó y publicó en junio del año 1960 con el contenido íntegro en las voces de Carmen Barros, Matilde Brothers, Justo Ugarte y todo el elenco original. Por otra parte, el sello Odeón la editó meses antes en versión de Silvia Infantas y los Baqueanos junto a la orquesta de Vicente Bianchi.
La popularidad que alcanzó fue tal, que La pérgola de las flores ha sido la obra chilena con mayor cantidad de versiones. También, algunos de los actores originales fueron catapultados a la fama gracias a su actuación en esta obra, tales son los casos de Anita González, Emilio Gaete o Silvia Piñeiro.
El primer reestreno importante de La pérgola de las flores fue el año 1965. La primera semana de noviembre, el TEUC la presentó en la inauguración de la carpa móvil Luis Alberto Heiremans, ubicada en calle Alameda N.º 1461. Ese espacio fue la base para la «Campaña popular de difusión del teatro chileno» que, concebida por el gobierno de Eduardo Frei Montalva, pretendió llevar el teatro hacia las poblaciones de Santiago. Fue así como aquella versión, donde destacaba Fresia Soto en el papel de Carmela, recorrió los barrios durante casi todo el año 1966.
En 1983, con Mónica de Calixto y Pedro Messone en los papeles protagónicos, se presentó la obra en el Teatro Caupolicán, bajo la producción de la Compañía Cóndor. Cinco años después, siempre bajo la dirección de Eugenio Guzmán, se reestrenó con la participación principal de los actores Jaime Azócar y Marcela Medel. Finalmente, una de las versiones más importantes se realizó el año 1996 presentada en septiembre en el Centro Cultural Estación Mapocho, la comedia contó con la dirección de Andrés Pérez, uno de los más importantes hombres de teatro de la segunda mitad del siglo XX; incorporando códigos innovadores dentro del formato tradicional, el director trató de plasmar en el montaje toda aquella propuesta que ya había manifestado en su clásica obra, La negra Ester.
La pérgola de las flores fue la primera obra musical de Chile que tuvo reconocimiento internacional; ya pasado un tiempo después, sus presentaciones en el extranjero se transformaron en una muestra del rico contenido folclórico del país.

## Ficha técnica
El primer alcalde de La Pérgola de las Flores fue interpretado por Justo Ugarte, después lo hizo Emilio Gaete.

## Película

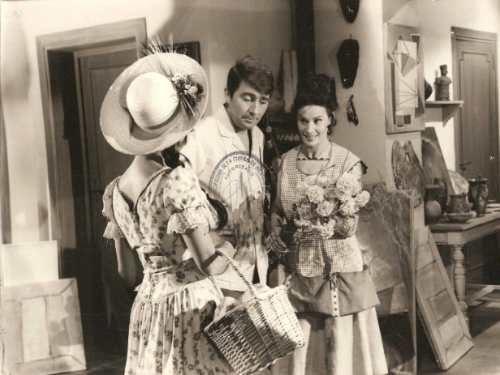
Antonio Prieto en la película "La pergola de las flores" de 1965.

La obra musical fue llevada al cine en 1965 por el director uruguayo Román Viñoly Barreto y protagonizada por Antonio Prieto, Marujita Díaz y Beatriz Bonnet, fue una coproducción entre Chile, Argentina y España. Parte de ella se grabó en el Teatro Colón de Buenos Aires.
La película obtuvo el 1º Premio a la mejor película argentina de 1965. 
Participó en 4th Moscow International Film Festival (1965)
Sinopsis de la película:
Carmela: Marujita Díaz, 
Carlos: Antonio Prieto, 
La Pérgola es un popular mercadillo de flores enclavado en el centro de la ciudad de Santiago de Chile. Las fuerzas vivas de la localidad presionan para que el municipio urbanice la zona y acabe con la Pérgola, lo que enfrenta, en una pintoresca contienda, a floristas y concejales. Entonces llega a la ciudad Carmela, una joven provinciana, ahijada de una de las cabecillas del mercadillo, y entabla relación con Carlos, hijo del alcalde. Carmela traerá la paz a ambos bandos y las flores seguirán en su tradicional mercadillo. Coproducción hispano-chileno-argentina que adapta para la gran pantalla el mayor éxito teatral de la historia de Chile: un musical escrito por Isidora Aguirre.

## Adaptación en televisión
La pérgola de las flores (teleteatro chileno) es una obra teatral de televisión chilena basado en la obra homónima de Isidora Aguirre, dirigido por Hugo Miller y producido por el Consejo Nacional de Televisión de Chile y la Escuela de Artes de la Comunicación de la Universidad Católica de Chile (EAC) para su emisión en Televisión Nacional de Chile en 1977. Con la participación del elenco original; Ana González Olea, Silvia Piñeiro, Mario Montilles, Héctor Noguera, Archibaldo Larenas y Mireya Véliz.
El 18 de septiembre de 2022 en horario estelar se estrena en TVN, NTV y TV Chile, La pérgola de las flores de la Producción GAM estrenada el 2019 y dirigida por Héctor Noguera.

## En la cultura popular
- En el episodio Patana de la serie infantil 31 minutos, Patana Tufillo llega hasta Santiago para trabajar junto a su tío Tulio Triviño en el noticiario; la canción que es tocada al momento de su llegada se llama "Yo Vengo de Titirilquén", que es una adaptación de la letra y música de "Yo vengo de San Rosendo".[4]

- Durante la presentación en la Teletón 2010 realizada en Chile, varios personajes de la farándula chilena, entre ellos Américo, Karen Doggenweiler, Raquel Argandoña y Eliseo Salazar, realizaron una versión de la obra.[5]